# Abraham Niclas Edelcrantz

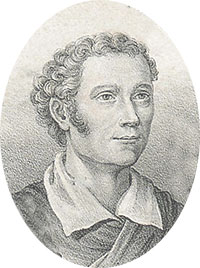
Abraham Niclas Edelcrantz

Abraham Niclas Edelcrantz (* 28. Juli 1754 in Turku als Abraham Niclas Clewberg; † 15. März 1821 in Stockholm) war ein finnisch-schwedischer Schriftsteller und Wissenschaftler.

## Leben
Clewberg, ein Sohn von Carl Abraham Clewberg, Professor an der Akademie zu Turku, studierte an dieser Akademie und wurde 1773 Dozent und 1780 Bibliothekar. 1783 ging er nach Stockholm und wurde 1787 Privatsekretär von König Gustav III., der ihn 1789 mit dem Namen Edelcrantz in den Adelsstand erhob. 1793 wurde er Kanzleirat, 1794 Archivar. Nachdem er von 1801 bis 1804 eine Studienreise ins Ausland unternommen hatte, wurde ihm 1804 die Leitung der königlichen Theater übertragen. In den folgenden Jahren häufte er weitere Posten an und war 1808 als kommissarischer Hofkanzler praktisch Regierungschef. Er förderte die Dampfmaschine und das Dampfboot. Der von ihm entwickelte optische Telegraf war doppelt so schnell wie die französischen Telegrafen.
Er war ab 1786 Mitglied der Schwedischen Akademie, zudem Mitglied der Königlich Schwedischen Akademie der Wissenschaften (ab 1797, 1798 als Präses), der Königlich Schwedischen Akademie für Forst- und Landwirtschaft (ab 1812 als Vorsitzender) und Ehrenmitglied der Kungliga Vitterhets Historie och Antikvitets Akademien (ab 1808).

## Werke
- A Treatise on Telegraphs. 1796
- Bevare Gud vår kung. 1805